# Hinacourt
Hinacourt es una comuna francesa situada en el departamento de Aisne, de la región de Alta Francia.

## Geografía
Está ubicada a 11 km al sur de San Quintín.

## Demografía
| 76 | 67 | 62 | 62 | 46 | 41 | 38 | 28 |
| Para los censos de 1962 a 1999 la población legal corresponde a la población sin duplicidades (Fuente: INSEE [Consultar]) |    |    |    |    |    |    |    |